# سن هلیه
سنت هلیه(Saint Helier) پایتخت جزیره جرسی است. این شهر بزرگ‌ترین سکونتگاه و تنها شهر جزیره جرسی است.

## جمعیت
سنت هلیه پرجمعیت‌ترین محله‌ بین 12 محله جرسی است که بر اساس سرشماری سال 2021، 35,822 نفر در آن ساکن هستند.

## امکانات فرهنگی
سنت هلیه دارای امکانات فرهنگی‌ای همچون: موزه جرسی، موزه دریایی، خانه اپرای جرسی، مرکز هنرهای جرسی، محل اجرای سنت جیمز، امکانات ورزشی، سرگرمی در فورت ریجنت و کتابخانه جرسی است.